# Terberg
 (novembre 2021).
Royal Terberg Group BV est un groupe familial qui conçoit, fabrique et modifie des véhicules de transport spéciaux, des systèmes de chargement, de pesage et d'identification à usage professionnel et intensif. Il propose également des services de maintenance, pièces détachées, réparation, leasing et location et de formation.

## Histoire
En 1869, Johannes Bernadus Terberg crée son petit atelier de forgeron à Benschop, près d'Utrecht, aux Pays-Bas. Son activité est florissante et il crée sa société Terberg-Benschop qui, en 1913, se diversifie largement avec les voitures tirées par des chevaux, la vente et l'entretien de vélos, la production d'appareils électroménagers et de machines agricoles.
Après la Seconde Guerre mondiale, Terberg récupère les Jeep désaffectées de l'armée américaine et les transforme pour un usage agricole civil ; de même avec des camions à trois essieux pour la construction de routes.
Dans les années 1950, l'activité principale de la société est la modification de châssis de camions pour transporter des charges utiles plus élevées. Cela conduit la société à créer les unités séparées "Terberg-Technik" et "Terberg-Specials" qui vont se spécialiser dans la modification des camions et des véhicules utilitaires.
À partir de 1972, la société se lance sur les marchés étrangers : Belgique, Allemagne,  Ghana, Iran, Egypte, Dubaï et Arabie Saoudite. L'année suivante, la fabrication de tracteurs pour terminaux portuaires débute.
Durant les années 1980, Terberg va s'orienter vers la création de véhicules spéciaux à en modifiant des camions lourds de série, notamment des versions 8x8 alors inconnues. Le cœur de l'activité devient la construction de châssis à benne basculante et de tracteurs spéciaux pour les ports et autres centres de manutention de marchandises.
En 2012, Terberg s'associe avec Zagro dans la conception et production de véhicules rail-route, commercialisés sous la marque Terberg-Zagro. En 2013, Terberg présente le premier tracteur de manœuvre à moteur électrique de série en Europe.
En 2015, la société Kinglifter, spécialiste des petits chariots élévateurs sur camion à trois roues est intégrée dans le groupe.

## Le groupe Royal Terberg Group BV
Le groupe Royal Terberg Group BV comporte 5 divisions : 

### Terberg RosRoca Group
Le groupe Terberg RosRoca est le leader européen des équipements de collecte des déchets ménagers et industriels et de leur recyclage.
Il fabrique, sous les marques Dennis au Royaume-Uni, Ros Roca en Espagne et Macel en Amérique su Sud une gamme complète de bennes à ordures ménagères à monter sur toutes marques et modèles de camions avec chargement par l'arrière, latéral ou par l'avant. 
La gamme de produits comporte également des conteneurs à déchets pour le tri sélectif, des systèmes de stockage souterrain des déchets en milieu urbain, des systèmes de pesage et d'identification des déchets ainsi que leur recyclage, des laveuses de bennes à ordures à l'eau froide ou chaude,
En novembre 2020, Terberg RosRoca Group a repris la société hollandaise VTM, spécialiste des petites balayeuses urbaines, pour chaussées, allées et trottoirs. Elle distribue ces matériels sous la marque Terberg-Matec.

### Tracteurs de manœuvre

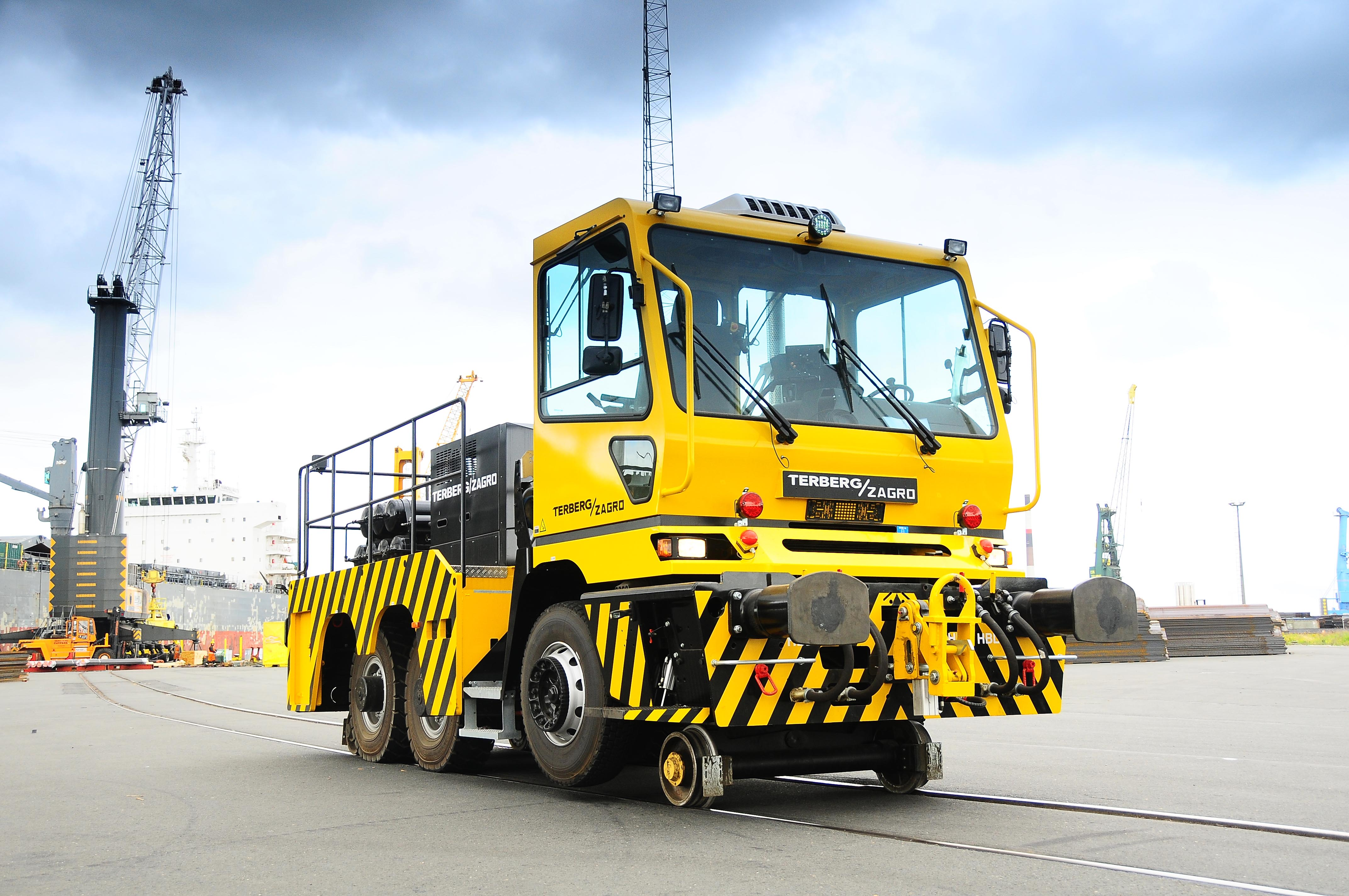
Tracteur mixte rail/route Terberg-Zabro RR283

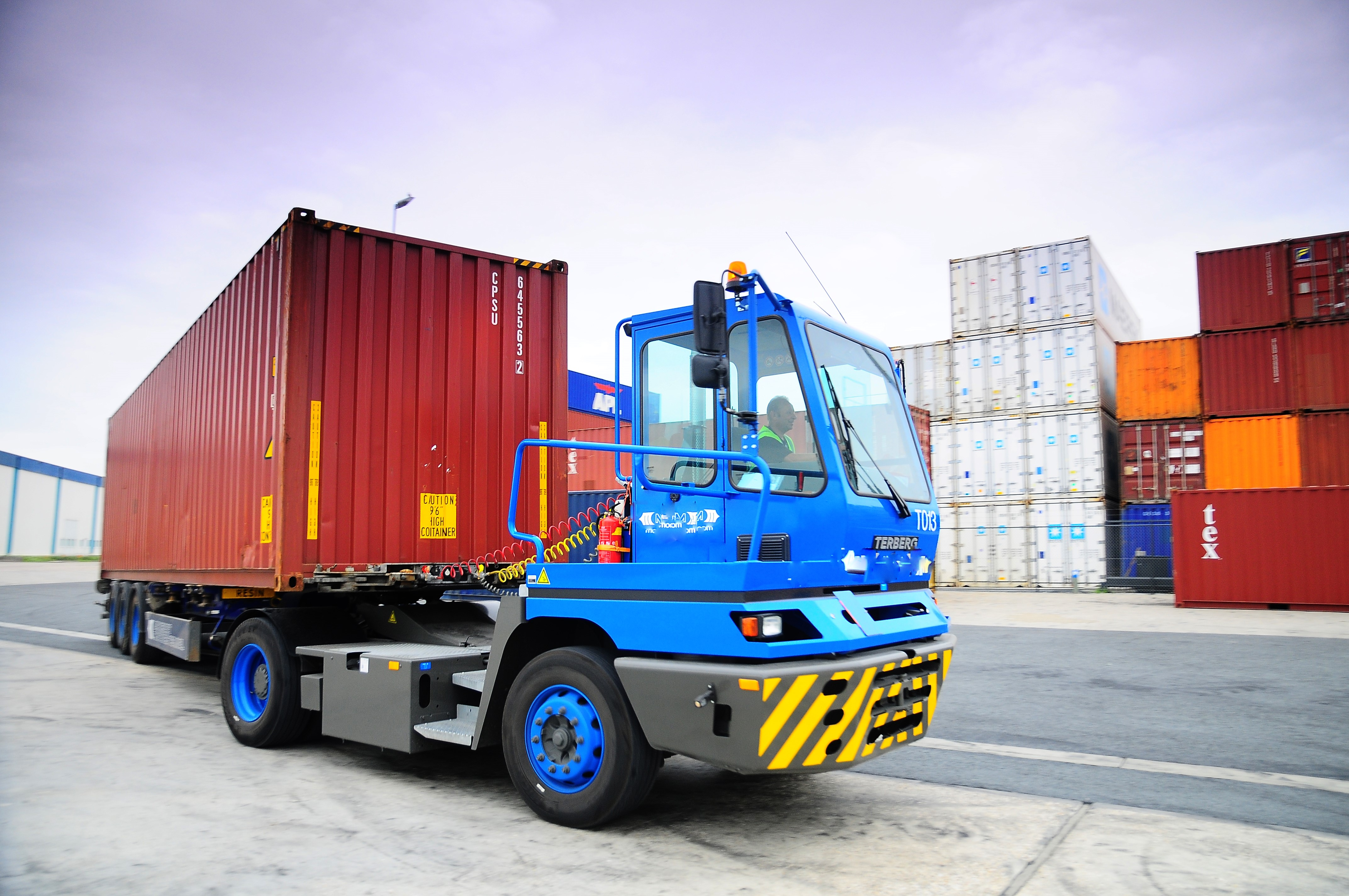
Tracteur de distribution Terberg YT193

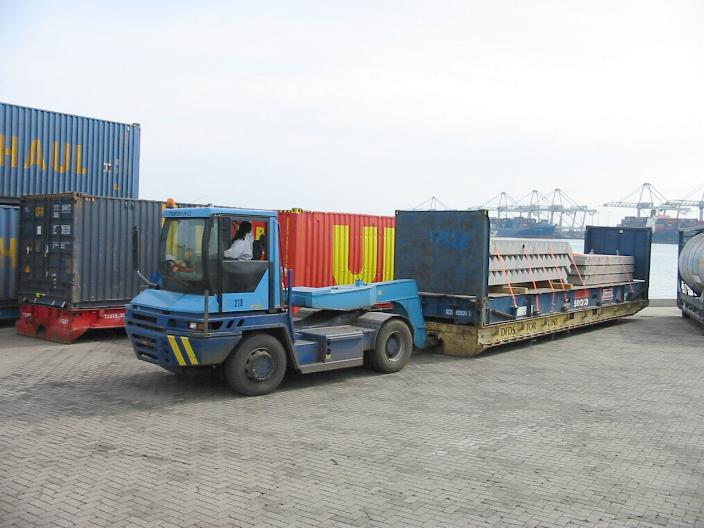
Tracteur Ro/Ro Terberg en usine

Ces véhicules sont destinés au déplacement de remorques et conteneurs. La gamme comprend :
- tracteurs de distribution, 4x2 avec moteur diesel Cummins de 142 kW, pour le déplacement de semi-remorques jusqu'à 75 tonnes,
- tracteurs de manœuvre, manutention des trains MTS jusqu'à 375 tonnes.
- tracteurs RoRo, tracteurs de triage 4x4 avec siège pivotant à 180° pour travailler dans les cales des navires RoRo avec des rampes raides et dans les sites industriels,
- tracteurs industriels, pour assurer des opérations de triage et de manœuvre dans les aciéries et tous sites industriels avec une capacité de levage de la sellette d'attelage de 45 tonnes ou des convois pouvant atteindre 375 tonnes.
- tracteurs mixtes rail/route, utilisés dans les ports, les centres de distribution, l'industrie lourde, les gares ferroviaires de triage et les aéroports, disponibles pour des écartements de voies de 1,435 à 1,676 mètres.
- camion porte-conteneurs, en version 4x2, 4x4 ou 6x6, et camions bennes équipées de vérins ou de crochets.

Terberg ne propose que des tracteurs de manœuvre avec demi cabine, équipés de moteurs diesel ou électriques, de plusieurs puissances en fonction du type d'activité.

### Chariots élévateurs sur camions
Les chariots élévateurs Terberg-Kinglifter sont des chariots élévateurs à trois roues, embarqués à l'arrière des camions, (lorsque le code de la route du pays l'autorise), pour faciliter les opérations de livraison. D'une capacité de 1,5 ou 2,5 tonnes, ils peuvent être à chargement latéral ou frontal et disposent d'une ou de trois roues motrices. 

### Transformation véhicules utilitaires
Terberg Specials modifie ou équipe des véhicules utilitaires : fourgons de police et police pénitentiaire, transport de personnes à mobilité réduite, etc. Les ateliers de Genk et de IJsselstein réalisent chaque année environ 15.000 transformations de véhicules.

### Transformation de camions

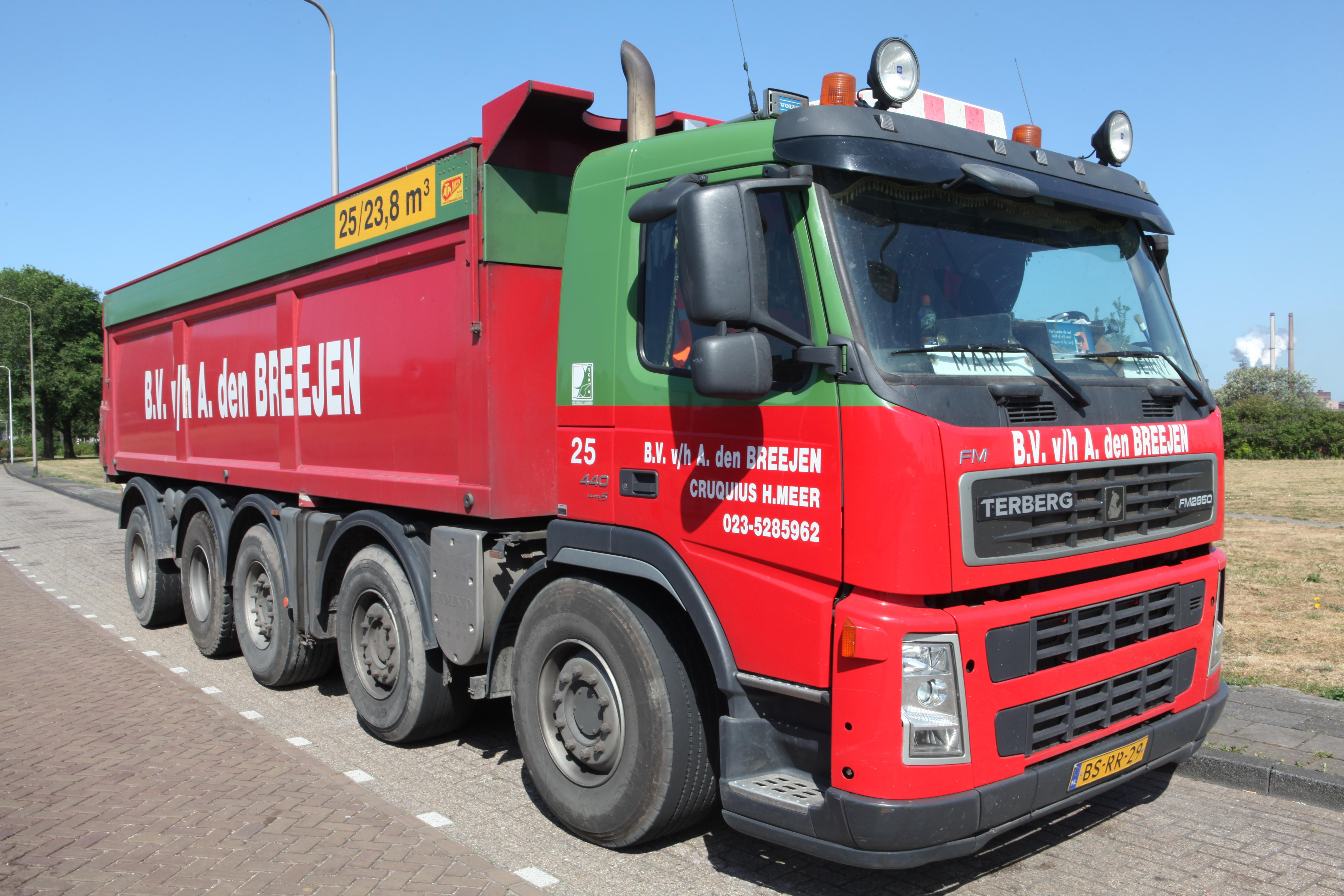
Camion Terberg FM 2850.440 Euro 5 avec cabine Volvo

Terberg Techniek travaille sur la modification de camions Volvo en intervenant sur l'allongement du châssis, l'ajout d'essieux simples autodirecteurs et relevables, l'installation de grues ou d'équipements spécialisés comme les bras de levage par crochet. 
Le plus gros camion réalisé est le Terberg Volvo FH16.610 en configuration 12x4/8 équipé d'une grue italienne Cormach 575000 AXO de 70 tonnes à 6 mètres, livré en avril 2021.